# 클루이드주

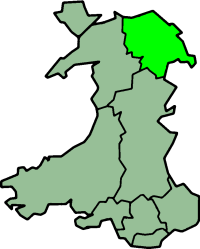
클루이드 주

클루이드주(Clwyd)는 웨일스의 보존주로, 주도는 몰드이다.

## 지역
- 덴비셔
- 렉섬 자치시
- 플린트셔
- 포이스의 일부